# اصل انتخاب شمارا

مثالی از اصل انتخاب شمارا

قضیه‌ای از تئوری  مجموعه‌هاست که بیان می‌کند "هر مجموعه شمارا از مجموعه غیر تهی باید تابع انتخاب داشته باشد." به عنوان مثال، تابع A تابعی با دامنه N را فرض می‌کنیم (N مجموعه اعداد طبیعی) است، به طوری که (A(n یک مجموعه غیر تهی برای هر n ∈ N است، پس تابع f با دامنه ی N وجود دارد به طوری که به ازای هر n ∈ N:
f(n) ∈ A

## موارد استفاده
اگر X بی‌نهایت باشد، برای هر عدد طبیعی N، داریم An بطوریکه An مجموعه‌ای از تمام زیر مجموعه‌های به صورت X با 2n می‌باشد.
اولین کاربرد از ACω منجر به دنبالهٔ (... ,Bn: n=۰٬۱,۲٬۳) که در آن هر Bn یک زیر مجموعه از X با عوامل 2n است.
مجموعه Bn لزوماً گسسته است، پس می‌توانیم تعریف به صورت زیر تعریف کنیم:
C0 = B0
Cn= تفاوت بین Bn تمامی اجتماع‌های Cj در حالی که j<n.
روشن است هر مجموعه Cn انتخاب حداقل ۱ و حداکثر 2n داشته و نیز مجموعه‌های Cn دو به دو گسسته هستند.
کاربرد دوم ACω منجر به دنبالهٔ (cn: n=۰٬۱,۲,...) به طوری که cn∈Cn.
بنابراین تمام Cnها کاملاً متفاوت هستند و و X شامل مجموعه‌ای شماراست.